# Рельсберг
Рельсберг (нім. Relsberg) — громада в Німеччині, розташована в землі Рейнланд-Пфальц. Входить до складу району Кузель. Складова частина об'єднання громад Лаутереккен-Вольфштайн.
Площа — 3,81 км2. Населення становить 165 ос. (станом на 31 грудня 2020).